# Jezero Iseo
Jezero Iseo (italijansko Lago d'Iseo, izgovorjava [ˈlaːɡo diˈzɛːo]; Lombard Lach d'Izé, znano tudi kot Sebino, izgovorjava [seˈbiːno], latinsko Sebinus), je četrto največje jezero v Lombardiji v Italiji, ki ga napaja reka Oglio.
Je na severu države v območju Val Camonica, blizu mest Brescia in Bergamo. Jezero je skoraj enakomerno razdeljeno med pokrajini Bergamo in Brescia. Severna Italija je znana po močno industrializiranih mestih, vmes pa je več naravnih jezer. Jezero Iseo ohranja svoje naravno okolje z bujnimi zelenimi gorami, ki obkrožajo kristalno čisto jezero.
Okoli jezera je več srednjeveških mest, največji sta Iseo in Sarnico. Nastal je izjemen turistični sektor. V pobočje gora je vklesana cesta, ki obkroža celotno jezero. Sredi jezera so otok Montisola, otok Loreto in otok San Paolo (ki sestavljajo občino Monte Isola). Obstaja enostaven dostop z rednimi trajekti do jezera.
Plavajoči pomoli, umetniška instalacija Christa in Jeanne-Claude, je bila junija in julija 2016 odprta za javnost ob jezeru Iseo 16 dni. Plavajoči pomoli so bili vrsta sprehajalnih poti, nameščenih ob jezeru Iseo blizu Brescie. Od 18. junija do 3. julija 2016 so se obiskovalci lahko sprehodili tik nad gladino vode od vasi Sulzano na celini do otokov Monte Isola in San Paolo. Plavajoče steze so bile izdelane iz približno 200.000 polietilenskih kock, pokritih s 70.000 m2 svetlo rumene tkanine: 3 km pomolov, ki so se premikali po vodi; še 1,5 km zlate tkanine se je nadaljevalo vzdolž ulic za pešce v Sulzanu in Peschieri Maraglio. Po razstavi naj bi vse komponente odstranili in reciklirali. Namestitev je omogočila družina Beretta, lastniki najstarejšega aktivnega proizvajalca sestavnih delov za strelno orožje na svetu in glavni dobavitelj stranskega orožja v ZDA. vojska. Družina Beretta ima v lasti otok San Paolo, ki je bil obdan s sprehajalnimi potmi Floating Piers. Delo je imelo uspeh pri italijanski javnosti in kritikih.
Od leta 2018 je severni del jezera (imenovan Alto Sebino) del Unescovega svetovnega biosfernega rezervata "Valle Camonica - Alto Sebino".

## Hidrografija
Nivo jezera uravnava jez Sarnico, zgrajen leta 1933 v Fosiju. Delo, zgrajeno iz betona in jekla, upravlja Consorzio dell'Oglio, ki deli odvzeto vodo med uporabo za namakanje in uporabo za hidroelektrarne.

### Pritoki
Poleg reke Oglio se v jezero napajajo naslednji potoki in potoki:
- Obala Bergama:
  - Borlezza,
  - Rino di Vigolo,
  - Rino di Predore;
- Brescia shore:
  - Bagnadore,
  - Calchere,
  - Cortelo,
  - Opolo.

## Naselja
Ob obali jezera je nekaj manjših mest:
| Brescia                                                                    | Bergamo                                                                                      |
| -------------------------------------------------------------------------- | -------------------------------------------------------------------------------------------- |
| - Iseo - Sulzano - Marone - Sale Marasino - Pisogne - Paratico - Montisola | - Sarnico - Predore - Tavernola Bergamasca - Riva di Solto - Castro - Lovere - Costa Volpino |
| Pogled na mesto Iseo, v južnem delu jezera                                 |                                                                                              |

Dva manjša otoka, Loreto in St. Paul, sta v zasebni lasti.